# Ira Allen

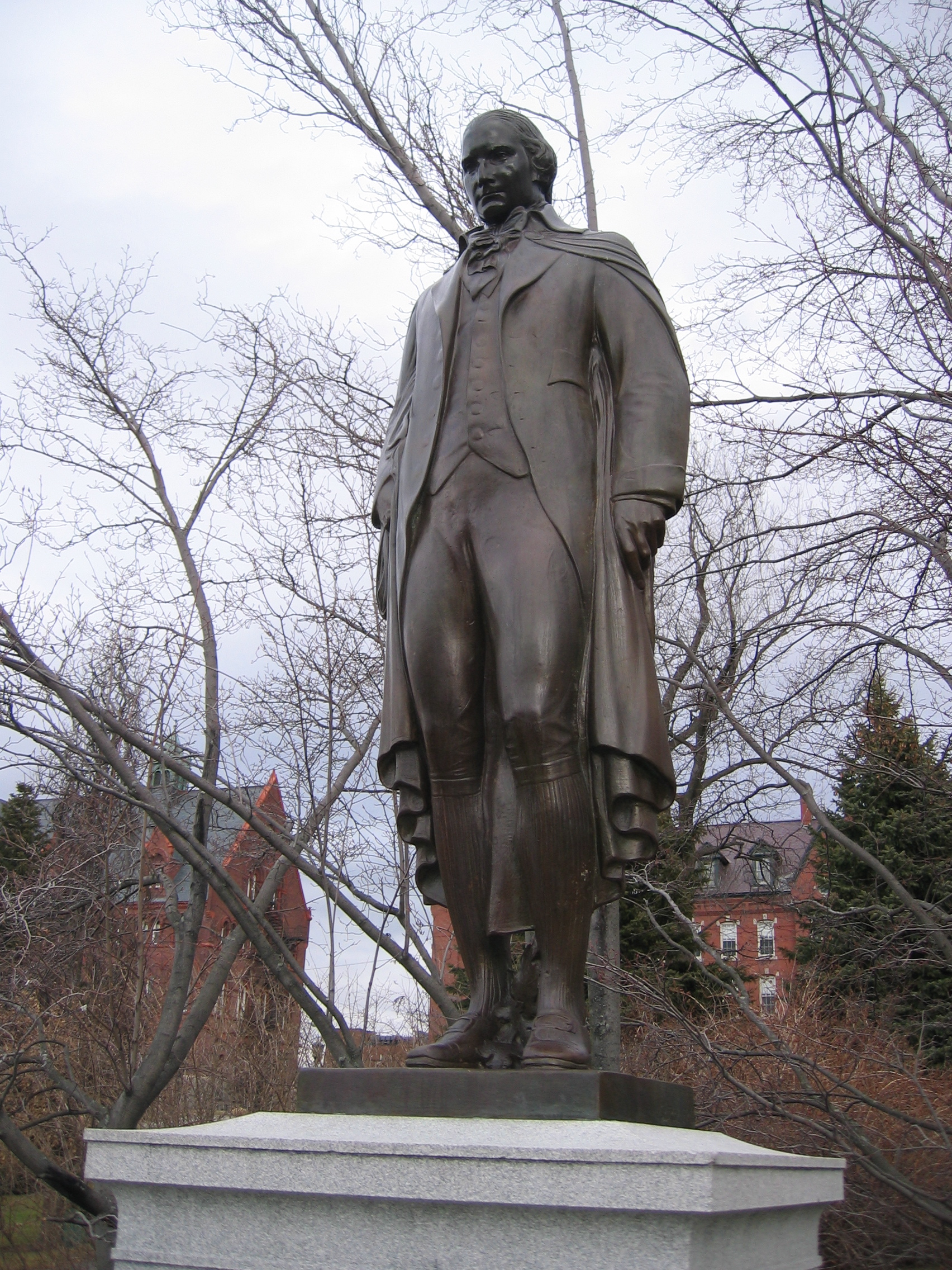
Statue von Ira Allen auf dem Gelände der University of Vermont

Ira Allen (* 21. April 1751 in Cornwall, Litchfield County, Colony of Connecticut; † 7. Januar 1814 in Philadelphia, Pennsylvania) war einer der Gründer des US-Bundesstaates Vermont.

## Leben
Ira Allen wurde in Connecticut geboren; sein Bruder war der amerikanische Freiheitskämpfer Ethan Allen.
Er war von 1776 bis 1786 Finanzminister des frisch gegründeten Staates Vermont, der zu diesem Zeitpunkt als Vermont Republic noch selbständig war; er saß außerdem über mehrere Jahre im Staatsparlament. Durch seine 1780 ergriffene Initiative wurde die University of Vermont gegründet. Er selbst beteiligte sich finanziell und durch die kostenlose Überlassung des ca. 20 ha großen Baugeländes in Burlington am Zustandekommen des Projekts. Ira Allen gilt als der "Metternich von Vermont" und der "Vater der Universität von Vermont".
In Frankreich kaufte Allen 1795 20.000 Gewehre und 24 Kanonen, um sie an Vermont weiterzuverkaufen. Auf See wurde er gefangen genommen und in England wegen versuchter Waffenlieferung an die irischen Rebellen unter Anklage gestellt. Nach einem acht Jahre dauernden Prozess wurde er schließlich freigesprochen.

## Werke
- The Natural and Political History of Vermont, (London, 1798)
- Statements Appended to the Olive Branch, (1807)

Vermont Historical Society Collections, (Montpelier, 1870) enthält weitere Informationen über Ira Allen.